# كوينتن دوروارد
كوينتين دوروارد (بالإنجليزية: Quentin Durward)‏ هي رواية تاريخية بقلم والتر سكوت، نشرت لأول مرة في عام 1823. تدور القصة حول رامي سهام إسكتلندي في خدمة الملك الفرنسي لويس الحادي عشر (1423- 1483).

## روابط خارجية
- كوينتن دوروارد على موقع الموسوعة البريطانية (الإنجليزية)